# Dolar za martwego
Dolar za martwego (ang. Dollar for the Dead) – hiszpańsko-amerykański western z 1998 roku w reżyserii Gene'a Quintano. Wyprodukowana przez Endemol Entertainment, Enrique Cerezo Producciones Cinematográficas S.A., Once Upon a Time Films i Turner Network Television (TNT).

## Opis fabuły
Pewien kowboj (Emilio Estevez) postanawia wyruszyć na poszukiwanie złota z napotkanym po drodze byłym konfederackim żołnierzem, Doolayem (William Forsythe). Wkrótce para ściąga na siebie gniew hiszpańskich żołnierzy, uwalniając mężczyznę, w którego posiadaniu znajduje się fragment prowadzącej do skarbu mapy. Ścigani przez wojsko, wspólnicy próbują dotrzeć do celu.

## Produkcja
Zdjęcia do filmu kręcono w Madrycie i Tabernas w Hiszpanii.

## Obsada
Źródło: Filmweb
- Emilio Estevez jako kowboj
- William Forsythe jako Doolay
- Joaquim de Almeida jako ksiądz
- Jonathan Banks jako pułkownik Skinner
- Howie Long jako Reager
- Ed Lauter jako Jacob Colby
- Lance Kinsey jako Tracker
- Leticia Álvarez jako młoda meksykanka
- Jordi Mollà jako kapitan

i inni.

## Nagrody i nominacje
Źródło: Internet Movie Database
| Rok  | Miejsce             | Nagroda             | Kategoria                              | Odbiorcy i nominowani | Wynik     |
| ---- | ------------------- | ------------------- | -------------------------------------- | --------------------- | --------- |
| 2000 | Fotogramas de Plata | Fotogramas de Plata | Best Movie Actor (Mejor Actor de Cine) | Jordi Mollà           | Nominacja |